# Cyrtopodium vernum
Cyrtopodium vernum é uma espécie terrestre/rupícula de orquídeas do cerrado brasileiro encontrada nos campos-cerrados e de altitude. Pseudobulbos medianos em relação as outras espécies do género (10 a 15 cm), comumente encontrados parcialmente carbonizados devido aos incêndios anuais na estação seca.
Aparentemente esses incêndios sazonais não comprometem seriamente o desenvolvimento do género, visto que curiosamente quase todas as espécies de cyrtopodium florescem após serem submetidas a essas queimadas. Evidente que o excesso de ocorrência do fogo (por vários anos consecutivos) podem sim provocar sua morte por considerável enfraquecimento.
Cyrtopodium vernum possui flores vistosas, amarelo-ouro e levemente maculada de vermelho. Haste paniculada  de 30 a 50 cm. É muito perfumada e in situ sua floração é espetacular, pois geralmente suas plantas são encontradas sempre juntas em quantidades superiores a 20 exemplares por área.
Em cultivo, verifica-se certa dificuldade no florescimento do cyrtopodium vernum, mas basicamente é de fácil cultivo.
Cyrtopodium vernum floresce em setembro, primavera brasileira.